# Frank Thornton
Frank Thornton Ball (ur. 15 stycznia 1921 w Londynie, zm. 16 marca 2013 tamże) – angielski aktor, najbardziej znany z występów telewizyjnych, zwłaszcza w serialach komediowych Are You Being Served? i Babie lato.
Młody Frank od dziecka marzył go o aktorstwie, ale plany te spotykały się z silnym oporem jego ojca, który sam był bankowcem i uważał, że syn musi znaleźć "porządne" zajęcie. Pod jego naciskiem po ukończeniu szkoły średniej Frank podjął pracę w firmie ubezpieczeniowej, dyskretnie kontynuując naukę na wieczorowych studiach aktorskich. Był tam wyróżniającym się studentem, co po dwóch latach przekonało jego ojca do zgody na sfinansowanie jego dalszej edukacji scenicznej w trybie dziennym. W czasie II wojny światowej został ewakuowany z Londynu wraz z całą swoją uczelnią, a później zarabiał na życie grając w obwoźnym teatrze w Irlandii. Następnie trafił do Royal Air Force, gdzie służył do 1947 roku. Wkrótce po demobilizacji otrzymał etat w kompanii teatralnej.
W latach 50. zaczął coraz częściej pojawiać się w telewizji, szczególnie w programach i serialach komediowych. Pracował z takimi tuzami brytyjskiej komedii jak Spike Milligan czy Benny Hill. Od lat 60. pojawiał się także na dużym ekranie. W 1972 otrzymał swoją najbardziej znaną rolę, w serialu Are You Being Served?. Grał tam niezwykle pompatycznego, apodyktycznego i zarozumiałego kapitana Stephena Peacocka, nadzorującego pracę sprzedawców na jednym z pięter ekskluzywnego domu towarowego. Występował w serialu aż do jego zamknięcia w 1985, wziął też udział w jego kontynuacji Grace & Favour, emitowanej w latach 1992-93.
W latach 80. i 90. skupił się na pracy teatralnej. W 1980 wystąpił u boku Johna Cleesa w głośnej produkcji Poskromienia złośnicy dla Teatru Telewizji BBC. W 1984 był nominowany do najbardziej prestiżowej brytyjskiej nagrody teatralnej – Oliviera – za rolę w musicalu Me and My Girl. W 1997 powrócił do telewizji przyjmując jedną z głównych ról w serialu Babie lato, opowiadającym o perypetiach grupy starych, ale jarych, mieszkańców pewnej angielskiej wioski. Występował w tej produkcji aż do jej zamknięcia w 2010 roku, gdy miał 89 lat.